# SBS
Special Broadcasting Service ( SBS ) je australska javna radiotelevizija.